# Военно-воздушные силы Исламской Республики Иран
Военно-воздушные силы Исламской Республики Иран (перс. نیروی هوایی ارتش جمهوری اسلامی ایران‎ — niru-ye havâ-ye ârtesh-e jomhuri-ye eslâmi-ye irân, Nahâjâ; англ. Islamic Republic of Iran Air Force, IRIAF) — один из четырех видов вооружённых сил Ирана.
Корпус стражей исламской революции (КСИР) имеет свои собственные ВКС.

## История
Современные военно-воздушные силы были созданы на основе шахских ВВС Ирана после исламской революции 1979 года. Они сразу же столкнулись со значительными трудностями. Введение США эмбарго на поставку оружия в Иран лишило запчастей авиапарк ВВС, полностью состоявший из самолётов и вертолётов американского производства. Кроме того, новая власть с недоверием относилась к офицерам бывшей шахской армии, и многие опытные пилоты и командиры подверглись репрессиям.

### Война с Ираком
В ходе предвоенных столкновениях с Ираком ВВС Ирана потеряли не меньше 4 истребителей. В свою очередь иранская авиация достигла некоторых успехов — иранскими истребителями был повреждён 1 иракский биплан и повреждён 1 иракский боевой вертолёт.
Несмотря на все трудности, ВВС Ирана сыграли значительную роль на раннем этапе ирано-иракской войны, начавшейся 22 сентября 1980 года. Попытка Ирака уничтожить авиацию противника на аэродромах провалилась, хотя несколько иранских истребителей всё таки было уничтожено на аэродромах. Иранские ЗРК HAWK, входящие в состав ВВС, значительно пострадали от первого иракского налёта, погибли десятки операторов этих комплексов.
23 сентября в ходе ответной массированной атаки иранской авиации, множество иранских самолётов было сбито в воздушных боях, огнём с земли и «дружественным огнём». В течение недели после начала боевых действий иранские самолёты (F-4 «Фантом» II, F-5 «Фридом Файтер»/«Тайгер» II, F-14 «Томкэт») выполнили множество вылетов, подвергнув бомбардировке ряд военных и экономических объектов на территории Ирака, в том числе в Багдаде. Действия иранской авиации нанесли существенный ущерб тыловой системе Ирака, что замедлило темпы наступления иракских войск, за это иранские ВВС заплатили потерей около 40 истребителей F-4 и F-5, погибло не менее 30 пилотов. Однако, ещё больше потерь персоналу ВВС Ирана нанёс один разрушительный рейд иракских тяжёлых бомбардировщиков Ту-16 по авиабазе Тебриз, в результате которого иранские ВВС потеряли 42 человека убитыми, не считая большого количества погибших мирных жителей.
В начале 1981 года ВВС Ирана активно поддерживали наземные силы в ходе крупнейшей танковой битвы войны. Иранская бронетехника постоянно попадала под бомбардировки своей же авиации, в результате чего несколько командиров иранских наземных сил негласно приказали «стрелять по всему что летает». Сбитие своих же самолётов оказалось таким же нередким как и атаки своих самолётов на наземные силы, особенно остро такая проблема отмечалась у ЗРК HAWK. Известно что один из таких зенитно-ракетных комплексов на острове Харк сбил 3 своих же истребителя 4-го поколения F-14 Tomcat. На счету иранских ЗРК был сбитый административный Falcon-20 ВВС Ирана. Операторы иранских зенитных орудий и стрелковое оружие также нанесли ощутимые потери своей авиации, один раз ими был сбит свой C-130 Hercules, перевозящий раненых, а радиостанции в Тегеране посылали требования к иранским гражданам «прекратить стрелять по самолётам возле аэропорта Мехрабад, потому что самолёты — иранские».
В апреле 1981 года иранская авиация провела свою самую удачную, согласно собственным заявлениям, операцию: в результате налёта на аэродром в Западном Ираке было уничтожено, по иранским данным, несколько десятков вражеских самолётов, однако по иракским данным в результате удара безвозвратно не было потеряно ни одного самолёта. В ходе этой операции произошёл примечательный случай — подбитый истребитель F-4 «Фантом» вынужден был приземлиться на аэродроме Тифор в Сирии. В течение нескольких месяцев что «Фантом» простоял в Сирии, сирийские пилоты смогли «вживую» изучить данный самолёт.
Активность иранских ВВС к этому времени значительно снизилась, а после 1982 года они почти перестали оказывать влияние на ход войны. Катастрофическая нехватка запчастей вынудила техническую службу заниматься «каннибализацией» (разбором на запчасти) самолётов, и число боеготовых машин неуклонно сокращалось. К 1983 году из нескольких сотен боевых самолётов в воздух могли подняться лишь около 100. Неудовлетворительная ситуация с запчастями сохранялась до конца войны, несмотря на некоторые тайные поставки из США через Израиль. Итоговые безвозвратные потери в войне оказались очень существенными для иранских ВВС, только истребителей модели F-4 и F-5 каждого было потеряно больше 80 штук. Вдобавок к этим потерям, некоторые подбитые иранские самолёты после войны были уже в неремонтопригодном состоянии.
В ходе войны с Ираком произошло множество случаев дезертирства иранских лётчиков, угнавших только в Ирак 8 боевых и транспортных самолётов, не считая вертолётов. Ещё несколько боевых самолётов было угнано в Саудовскую Аравию и Турцию, опять же это не учитывает угоны авиации не входящей в ВВС. Иракская Разведывательная служба вела специальные радио-программы на персидском языке, предлагая за каждый угнанный самолёт один миллион долларов, а за угнанный вертолёт — пол миллиона. Результаты от проведения этой спецоперации оказались очень успешными, хотя один раз угоняемый в Ирак истребитель был сбит иранскими зенитчиками, причём сбитие иранцами своего же самолёта было случайным и они не знали что его угоняют.
Дальнейшие события
После завершения войны в 1988 году Иран предпринял меры по усилению своих ослабленных ВВС, закупив в Советском Союзе истребители МиГ-29 и фронтовые бомбардировщики Су-24, а в Китае — устаревшие истребители F-7 (копия МиГ-21). Неожиданное пополнение произошло в январе—феврале 1991 года, когда во время войны в Персидском заливе большое количество самолётов ВВС Ирака перелетело на иранские аэродромы, спасаясь от авиации союзников. Иран отказался возвращать эти самолёты, считая их своеобразной репарацией за ущерб в восьмилетней войне, и включил часть из них в состав своих ВВС.

## Современное состояние
На 2016 год численность ВВС Ирана оценивается в 18 тыс. человек в ВВС и 12 тыс. человек в ПВО. Имелось 12 авиабаз, включая 10 истребительных и 2 транспортные. В своём составе ВВС имели до 25 боевых эскадрилий, 12 транспортных, 2 вертолётные, 10 отрядов связи и управления, 10 поисково-спасательных отрядов. За истёкшее время построены две новые авиабазы. В феврале 2013 года был представлен прототип нового истребителя Кахер 313, спроектированного с применением технологий малозаметности.

## Вооружение и военная техника
Боеспособно около 60 % всей авиатехники производства США и 80 % производства КНР/РФ. Список включает количество в ВВС Корпуса стражей исламской революции Если не указано иное, данные приведены на 2016 год.
| Тип | Производство | Назначение                                                          | Количество                                                      | Примечания | Изображение            |
| Истребительная авиация | Истребительная авиация | Истребительная авиация                                              | Истребительная авиация                                          | Истребительная авиация | Истребительная авиация |
| --- | --- | ------------------------------------------------------------------- | --------------------------------------------------------------- | --- | ---------------------- |
| Су-35с | Россия | Многоцелевой истребитель поколения 4++ с УВТ                        | До 4                                                            | Российского производства, поставляются в Иран в разобранном состоянии. Изначально предназначались для поставки в Египет, но из-за возможных санкций со стороны США правительство Египта отказалось от закупки. Первые 2 самолета поставлены в декабре 2024 года. |                        |
| HESA Saeqeh | Иран | Фронтовой истребитель                                               | до 6                                                            | Иранского производства, является обратной разработкой самолёта Northrop F-5 |                        |
| HESA Azarakhsh | Иран | Фронтовой истребитель                                               | до 6                                                            | Иранского производства, является обратной разработкой самолёта Northrop F-5 |                        |
| F-14 Tomcat | США | Истребитель-перехватчик                                             | 43                                                              | Построены в 1974—1979. Иран самостоятельно наладил производство запчастей для F-14. |                        |
| МиГ-29 | СССР | Фронтовой истребитель                                               | 36                                                              | 36 Миг-29А/У/УБ Перегнаны в 1991 из Ирака |                        |
| Dassault Mirage F1 | Франция | Фронтовой истребитель                                               | 10                                                              | Построены в 1991 году. Перегнаны из Ирака во время войны в Персидском заливе в 1991 году |                        |
| F-7M | Китай | Фронтовой истребитель                                               | 24                                                              | |                        |
| Су-25 | СССР | Штурмовик                                                           | 10                                                              | 7 Су-25К и 3 Су-25УБК. 7 перегнаны в 1991 из Ирака. 1.07.2014 г. 7 машин перегнано в Ирак |                        |
| Dorna/Tazarv | Иран | Учебно-тренировочный самолёт / лёгкий штурмовик /лёгкий истребитель | 25                                                              | Разработан и построен силами Ирана |                        |
| Lockheed P-3MP | США | Противолодочный/патрульный самолёт                                  | 5                                                               | |                        |
| Lockheed T-33 | США | учебно-тренировочный                                                | 9                                                               | |                        |
| RF-4E | США | Разведчик                                                           | более 6                                                         | |                        |
| Embraer EMB 312 | Бразилия | учебно-боевой самолёт, штурмовик                                    | 15                                                              | |                        |
| MFI-17 | Пакистан | учебно-боевой самолёт, штурмовик                                    | 25                                                              | |                        |
| Chengdu J-7 | Китай | учебно-тренировочный                                                | 15                                                              | |                        |
| PC-7 | Швейцария | учебно-тренировочный                                                | 35                                                              | |                        |
| Paratsu | Иран | учебно-тренировочный                                                | 12                                                              | Разработан и построен силами Ирана |                        |
| Бомбардировщики | |                                                                     |                                                                 | |                        |
| Су-24МК | СССР | Фронтовой бомбардировщик                                            | 30                                                              | 24 перегнаны из Ирака в 1991 |                        |
| F-4D/4E | США | Фронтовой бомбардировщик                                            | 64                                                              | Постройки 1960-х |                        |
| Northrop F-5 | США | Истребитель-бомбардировщик                                          | более 75                                                        | 20 F-5B и более 55 F-5E/F. Поставлялись с 1960 по 1970-е |                        |
| Транспортная авиация | |                                                                     |                                                                 | |                        |
| Boeing 707 | США | Транспортный                                                        | более 3                                                         | 2 пассажирских и более 1 в военно-транспортной авиации (могут быть использованы как военные транспортные, заправщики и т. д.) |                        |
| Boeing 747 | США | Транспортный                                                        | более 7                                                         | 5 пассажирских (из них 4 Boeing 747F) и более 2-х в военно-транспортной авиации (могут быть использованы как военные транспортные, заправщики и т. д.) |                        |
| Boeing 727 | США | Транспортный                                                        | 1                                                               | |                        |
| Lockheed C-130E/H | США | Транспортный                                                        | более 19                                                        | |                        |
| Ил-76 | СССР | Транспортный                                                        | 12                                                              | |                        |
| Xian Y-7 | Китай | Транспортный                                                        | 14                                                              | китайский вариант Ан-24РВ |                        |
| Harbin Y-12 | Китай | Транспортный                                                        | 9                                                               | |                        |
| Fokker F27 | Нидерланды | Транспортный                                                        | 10                                                              | |                        |
| Dassault Falcon 20 | Франция | Транспортный                                                        | 1                                                               | |                        |
| Dassault Falcon 50 | Франция | Транспортный                                                        | 3                                                               | |                        |
| Ан-74ТК-200 | СССР | Транспортный                                                        | 11                                                              | |                        |
| HESA IrAn-140 | Иран | Транспортный/АВАКС                                                  | 5                                                               | Копия Ан-140. Запланировано 45 единиц |                        |
| Административный самолёт и общего назначения | |                                                                     |                                                                 | |                        |
| Lockheed JetStar-1329 | США | административный самолёт                                            | 1                                                               | |                        |
| Pilatus PC-6 | Швейцария | общего назначения.                                                  | 25                                                              | 10 Pilatus PC-6B и 15 учебно-тренировочных Pilatus PC-6 |                        |
| Beech F33A/C | США | общего назначения.                                                  | 25                                                              | Используются как тренировочные |                        |
| TB-21 Trinidad | Франция | общего назначения.                                                  | 8                                                               | |                        |
| TB-200 Trinidad | Франция | общего назначения.                                                  | 4                                                               | |                        |
| Aero Commander 680T | США | общего назначения.                                                  | 3                                                               | |                        |
| Вертолёты | |                                                                     |                                                                 | |                        |
| Boeing CH-47 Chinook | | тяжёлый военно-транспортный                                         | более 2-х                                                       | |                        |
| HESA Shahed 285 | | Ударный                                                             | 50                                                              | Современный ударный вертолет полностью иранского производства, разработан на основе вертолетов Bell 206 и Panha Shabaviz 2061 |                        |
| Bell AH-1 Cobra | | Ударный                                                             | 100                                                             | Модернизированы с использованием авионики для HESA Shahed 285, в том числе установлен бортовой компьютер, радар, инфракрасный сканер. |                        |
| Bell 206A | |                                                                     | 2                                                               | AB-206A, иранское производство |                        |
| Bell 214C | | многоцелевой                                                        | 30                                                              | AB-214C, иранское производство |                        |
| Bell 412 | | многоцелевой                                                        | 2                                                               | |                        |
| Shabaviz 2-75 | | многоцелевой                                                        | нет данных                                                      | Иранского производство, является обратной разработкой вертолета Bell 204/205 |                        |
| Panha Shabaviz 2061 | | многоцелевой                                                        | нет данных                                                      | Иранского производство, является обратной разработкой вертолета Bell 206 |                        |
| БПЛА | |                                                                     |                                                                 | |                        |
| Shahed 129 | | Ударный БПЛА                                                        |                                                                 | Является иранским дрон (UCAV) впервые публично представлен в сентябре 2012 года самолёт утверждал, что способен выполнять боевые и разведвылетов с выдержкой 24 часов, что делает его первым иранским MALE БЛА.                                                  |                        |
| В разделе не хватает ссылок на источники (см. рекомендации по поиску ). Информация должна быть проверяема , иначе она может быть удалена. Вы можете отредактировать статью, добавив ссылки на авторитетные источники в виде сносок . ( 17 мая 2016 ) | |                                                                     |                                                                 | |                        |
| Karrar | | Ударный БПЛА                                                        | Большое количество                                              | Тяжёлый атакующий БПЛА максимальная полезная нагрузка 1 тонна. Является основным атакующим БПЛА Иранской армии. |                        |
| Ababil | | Ударный БПЛА                                                        | Большое количество                                              | Средний («миди») БПЛА для разведки и атаки целей. |                        |
| Sofreh Mahi | | Ударный БПЛА                                                        | По крайней мере 1 летающий прототип.                            | Разрабатывающийся в Иране тяжёлый атакующий БПЛА. Разрабатывался с применением технологий захваченных на своей территории иностранных БПЛА,в том числе технологии RQ-170 Sentinel (использует стелс-технологию).                                                 |                        |
| Mohajer 1,2,3,4 | | БПЛА                                                                | Большое количество                                              | Серия средних(«миди») БПЛА Mohajer предназначена для разведки и наведения лазерных боеприпасов к целям. Mohajer 1 это первый БПЛА разработанный в Иране. Разработан и поступил на вооружение 1985 году.                                                          |                        |
| Zohal | | БПЛА                                                                | Большое количество                                              | Микро-БПЛА вертикального взлета для тактической разведки. |                        |
| A1 | | БПЛА                                                                | Значительное количество                                         | Перспективный средний разведывательный БПЛА. |                        |
| Shaparak | | БПЛА                                                                | Значительное количество                                         | Перспективный средний разведывательный БПЛА. |                        |
| Ra'd | | БПЛА                                                                | Значительное количество                                         | Перспективный средний разведывательный БПЛА. |                        |
| Saeghe | | Мишень БПЛА                                                         | Большое количество                                              | Средний («миди») БПЛА предназначен для использования в качестве мишени и в качестве ложной цели для противника. |                        |
| Kaman 22 | | Ударный БПЛА                                                        | 1 прототип                                                      | Тяжёлый атакующий БПЛА максимальная полезная нагрузка 300 кг |                        |
| ПВО | |                                                                     |                                                                 | |                        |
| Рапира | | ЗРК                                                                 | 30                                                              | |                        |
| HQ-7 (FM-80) | Китай | ЗРК                                                                 | 250                                                             | Копия Crotale (ЗРК) |                        |
| Tigercat | | ЗРК                                                                 | 15                                                              | Наземный вариант корабельной системы ПВО «Sea Cat» |                        |
| MIM-23B Hawk | | ЗРК                                                                 | более 150                                                       | |                        |
| С-75 | СССР | ЗРК                                                                 | 45                                                              | |                        |
| Сайяд-1 | | ЗРК                                                                 | 20 ПУ                                                           | Глубокая модернизация С-75. |                        |
| Сайяд-2 | | ЗРК                                                                 | 50+ ПУ                                                          | Глубокая модернизация С-75, дальность полета увеличена до 110 км |                        |
| С-300 | СССР | ЗРК                                                                 | 4 дивизиона (32 ПУ)                                             | |                        |
| С-200 | СССР | ЗРК                                                                 | 10                                                              | |                        |
| Фаджр-8 | | ЗРК                                                                 | 30+ ПУ                                                          | Произведенная в Иране копия С-200. |                        |
| Бавар-373 | | ЗРК                                                                 |                                                                 | Произведенная в Иране копия С-300. |                        |
| Тор-М1 | СССР | ЗРК                                                                 | 29                                                              | Используются для защиты самых важных объектов ядерной промышленности. |                        |
| Панцирь-С1 | Россия | ЗРК                                                                 | 10 на 2012г                                                     | Используются для защиты самых важных объектов ядерной промышленности. |                        |
| Mersad | | ЗРК                                                                 | 200+ ПУ                                                         | Разработан и построен силами Ирана, является глубокой модернизацией MIM-23 Хок использует для наведения фазированную РЛС. |                        |
| Месбах 1 | | ЗУ                                                                  | 300+                                                            | Зенитное артиллерийское орудие на основе ЗУ-23-2 использует для наведения РЛС и системы оптического наведения. |                        |
| Sa'ir (Saeer) | | ЗУ                                                                  | 100+                                                            | Зенитное артиллерийское орудие на основе КС-19 использует для наведения РЛС и системы оптического наведения. |                        |
| FIM-92A Stinger | | Переносной зенитный ракетный комплекс                               | общее количество всех ПЗРК оценивается в несколько тысяч единиц | |                        |
| Стрела-2 | СССР | Переносной зенитный ракетный комплекс                               | общее количество всех ПЗРК оценивается в несколько тысяч единиц | вероятно небоеспособны |                        |
| Стрела-3 | СССР | Переносной зенитный ракетный комплекс                               | общее количество всех ПЗРК оценивается в несколько тысяч единиц | |                        |
| QW-1 | | Переносной зенитный ракетный комплекс                               | общее количество всех ПЗРК оценивается в несколько тысяч единиц | Мисак-1 |                        |
| QW-18 | | Переносной зенитный ракетный комплекс                               | общее количество всех ПЗРК оценивается в несколько тысяч единиц | Мисак-2 |                        |
| Игла-С | СССР | Переносной зенитный ракетный комплекс                               | общее количество всех ПЗРК оценивается в несколько тысяч единиц | |                        |
| ЗУ-23-2 | СССР |                                                                     | ~100                                                            | |                        |
| Oerlikon | | буксируемая 37 мм зенитная установка                                | н.д.                                                            | |                        |
| Эрликон GDF-005Skyguard | | буксируемая 35 мм зенитная установка                                | 92                                                              | |                        |
| С-60 | СССР | ЗРК                                                                 | ~200                                                            | |                        |
| ЗПУ-2 ЗПУ-4 | СССР |                                                                     | более 100                                                       | |                        |
| Bofors L70 | | зенитная пушка                                                      | ~50                                                             | |                        |
| | В разделе не хватает ссылок на источники (см. рекомендации по поиску). Информация должна быть проверяема, иначе она может быть удалена. Вы можете отредактировать статью, добавив ссылки на авторитетные источники в виде сносок. (17 мая 2016) |                                                                     |                                                                 | |                        |

Кроме того на вооружении частей иранской армии стоит около 200 лёгких гидросамолётов Bavar 2 иранского производства.